# Hairspray (Musical)
Das Musical Hairspray wurde 2002 am New Yorker Broadway Theater Neil Simon Theatre uraufgeführt und lief dort mit mehr als 2.500 Vorstellungen bis 2009. Es beruht auf dem 1988 entstandenen Film Hairspray von John Waters. Die Londoner Produktion lief von 2007 bis 2010 mit mehr als 1.000 Aufführungen im Shaftesbury Theatre.
Die deutschsprachige Uraufführung fand am 15. April 2008 im Theater St. Gallen in der Schweiz statt. Eine (im Gegensatz zu dieser Version) am Original der US-Version ausgerichtete Produktion mit dem Original-Regisseur Jack O’Brien und dem Original-Choreographen Jerry Mitchell lief von 2009 (Previews im November, Premiere am 6. Dezember 2009) bis 26. September 2010 im Musical Dome Köln.

## Handlung
Baltimore im Jahr 1962: Die übergewichtige Schülerin Tracy Turnblad lebt mit ihrer ebenso übergewichtigen Mutter Edna, die aufgrund ihrer Figurprobleme alle ihre Träume und Hoffnungen aufgegeben hat, und ihrem Vater Wilbur, der einen schlecht laufenden Scherzartikelladen besitzt, sehr einsam. Ihre einzige echte Freundin ist die Außenseiterin Penny Pingleton, die von ihrer Mutter permanent unterdrückt und bevormundet wird. Tracys größter Traum ist es, in der Corny-Collins-Show mitzutanzen, der angesagtesten Show des Lokalfernsehens, in der nur die hübschesten und beliebtesten Teenager der Stadt tanzen. Während ihre Mutter skeptisch ist und Angst hat, dass ihre Tochter wegen ihres Aussehens verspottet wird, unterstützt ihr Vater sie und macht ihr Mut, dass man seine Träume verwirklichen soll.
Als sie dank ihrer Hartnäckigkeit und ihres Selbstbewusstseins tatsächlich an der Show teilnehmen darf, wird sie – gerade wegen ihres durchschnittlichen Aussehens und ihrer Natürlichkeit – über Nacht zum Star. Doch sie verliebt sich in den Star der Show, den jungen Sänger Link Larkin, der auf seinen großen Durchbruch wartet und eine Beziehung mit der arroganten Amber von Tussle hat. Ihre neue Berühmtheit nutzt Tracy zu einer Kampagne gegen die Trennung von Schwarzen und Weißen in der Corny-Collins-Show, was Amber von Tussle und ihre Mutter Velma zu verhindern versuchen. Doch trotz aller Rückschläge bleiben Tracys Lebensfreude und ihre positive Einstellung ungebrochen und sie bewirbt sich sogar um den Titel der Miss Teenage Hairspray 1962.

## Songtitel
Englischer Titel / Deutscher Titel
1. Akt
- Good Morning Baltimore / Good Morning Baltimore – Tracy und Ensemble
- The Nicest Kids in Town / Nicest Kids in Town – Corny und Jurymitglieder
- Mama, I’m a Big Girl Now / Mama, ich bin nicht mehr klein – Edna, Tracy, Prudy, Penny, Velma, Amber und Ensemble
- I Can Hear the Bells / Glocken klingen hell! – Tracy und Ensemble
- (The Legend of) Miss Baltimore Crabs / Miss Baltimore Crabs – Velma und Jurymitglieder mit Tracy, Penny und Inez
- The Madison * / Der Madison * – Corny und Ensemble
- The Nicest Kids in Town (Reprise) * / Nicest Kids in Town (Reprise) * – Corny und Jurymitglieder
- It Takes Two / Ich und Du – Link, Tracy und Herren-Ensemble
- Velma’s Revenge * / Velmas Rache * – Velma
- Welcome to the ’60s / Willkommen in den Sixties – Tracy, Edna, The Dynamites und Ensemble
- Run and Tell That! / So sieht das aus – Seaweed, Inez, Link, Penny, Tracy und die nachsitzenden Schüler
- Big, Blonde and Beautiful / Breit, Blond und Blendend – Motormouth, Inez, Tracy, Edna, Wilbur und Ensemble

2. Akt
- The Big Dollhouse / In dem Kittchen hier – Gefängnisaufseherin, Edna, Tracy, Velma, Amber, Penny, Motormouth, Inez und Damen-Ensemble
- Good Morning Baltimore (Reprise) / Good Morning Baltimore (Reprise) – Tracy
- (You’re) Timeless to Me / Du bist zeitlos für mich – Edna und Wilbur
- Without Love / Ohne Dich – Tracy, Link, Penny, Seaweed und Ensemble
- I Know Where I’ve Been / Ich weiss, wo ich war – Motormouth und Ensemble
- (It’s) Hairspray / Hairspray – Corny und Jurymitglieder
- Cooties / Sie ist eklig – Amber und Jurymitglieder
- You Can’t Stop the Beat / Niemand stoppt den Beat – Tracy, Link, Penny, Seaweed, Edna, Wilbur, Motormouth, Amber, Velma und Ensemble

* Die Titel The Madison / The Nicest Kids in Town (Reprise) / Velma's Revenge wurden nicht auf Tonträger veröffentlicht.

## Auszeichnungen (Auswahl)
Das Musical war bei der Verleihung der Tony Awards 2003 in 13 von 15 Kategorien nominiert und erhielt acht der Trophäen in den folgenden Kategorien:
- Bestes Musical
- Bestes Buch eines Musicals
- Beste Originalmusik
- Beste Regie eines Musicals (Jack O’Brien)
- Bester Darsteller in einem Musical (Harvey Fierstein)
- Beste Darstellerin in einem Musical (Marissa Jaret Winokur)
- Bester Nebendarsteller in einem Musical (Dick Latessa)
- Bestes Kostümdesign (William Ivey Long)

Weitere Auszeichnungen:
- 2003: Zehn Drama Desk Awards, u. a. Bestes Musical, Beste Musik, Beste Liedtexte, Bestes Buch, Bestes Kostümdesign
- 2007: Critics' Circle Theatre Awards für Bestes Musical
- 2007: Vier Olivier Awards, u. a. Bestes Musical
- und weitere Auszeichnungen in den USA und Großbritannien

## Besetzungen
Original Broadway-Besetzung
- Regie: Jack O’Brien
- Harvey Fierstein als Edna Turnblad
- Marissa Jaret Winokur als Tracy Turnblad
- Laura Bell Bundy als Amber Von Tussle
- Kerry Butler als Penny Pingleton
- Mary Bond Davis als Motormouth Maybelle
- Linda Hart als Velma Von Tussle
- Dick Latessa als Wilbur Turnblad
- Matthew Morrison als Link Larkin
- Corey Reynolds als Seaweed J. Stubbs
- Clarke Thorell als Corny Collins
- Danelle Eugenia Wilson als Little Inez
- etc.

Originalbesetzung der Londoner Produktion
- Regie: Jack O’Brien
- Michael Ball als Edna Turnblad
- Leanne Jones als Tracy Turnblad
- Mel Smith als Wilbur Turnblad
- Elinor Collett als Penny Pingleton
- Ben James-Ellis als Link Larkin
- Rachael Wooding als Amber von Tussle
- Tracie Bennett als Velma von Tussle
- Paul Manuel als Corny Collins
- etc.

Originalbesetzung der deutschsprachigen Erstaufführung in St. Gallen
- Regie: Matthias Davids
- Ilse La Monaca als Tracy Turnblad
- Ralph Morgenstern als Edna Turnblad
- Walter Andreas Müller als Wilbur Turnblad
- Christina Ogink als Penny Pingleton
- Frank Winkels als Corny Collins
- Rasmus Borkowski als Link Larkin
- Nadine Schreier als Amber von Tussle
- Gudrun Schade als Velma von Tussle
- Amanda Whitford als Motormouth Maybelle
- Marcel Rocha als Seaweed J. Stubbs
- Walesca Frank als Little Inez
- Christian Intorp als Mr. Pinky
- Vera Schweiger als Prudy Pingleton
- Nyassa Alberta, Ava Brennan, Kudra Owens als The Dynamites
- etc.

Originalbesetzung Köln
- Regie: Jack O’Brien

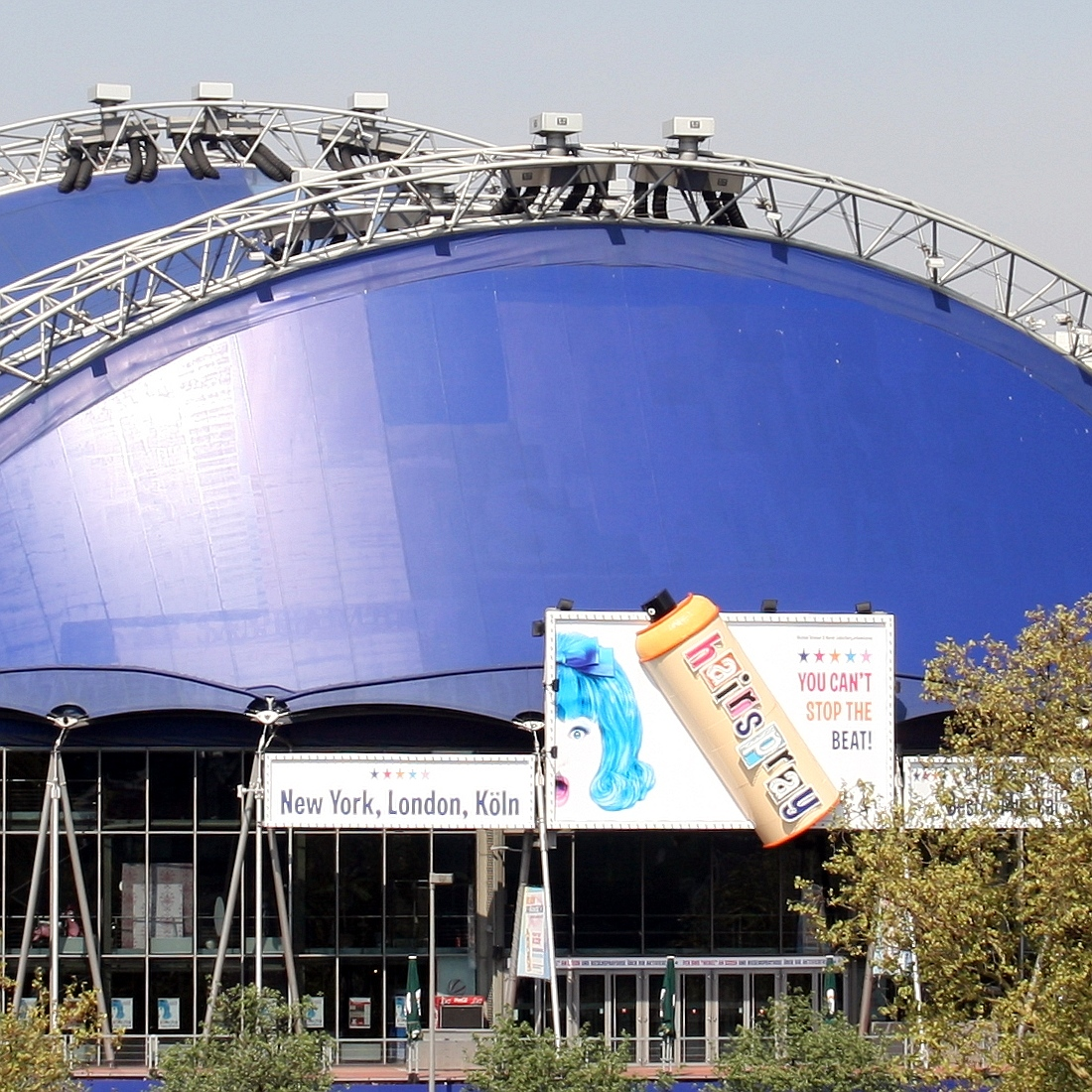
Musical Dome mit Reklameschildern für Hairspray

- Uwe Ochsenknecht, Tetje Mierendorf, Martin Berger als Edna Turnblad
- Maite Kelly, Jessica Jäde als Tracy Turnblad
- Jana Stelley als Penny Pingleton
- Deborah Woodson als Motormouth Maybelle
- Nicòle Berendsen als Velma Von Tussle
- Tineke Ogink als Amber Von Tussle
- Leon van Leeuwenberg als Wilbur Turnblad
- Daniel Berini als Link Larkin
- Tedros Teclebrhan als Seaweed J. Stubbs
- Rob Fowler, Lars Redlich als Corny Collins
- Denise Obedekah als Inez
- Eric Minsk als Mr. Spritzer / Mr. Pinky u. a.
- Sarah Schütz als Prudy Pingleton u. a.
- Ensemble Damen: Kristel van Grunsven (Shelley), Leila Vallio (Brenda), Ahou Nikazar (Louann), Leoni Oeffinger (Tammy), Julia Davine (Lorraine), Nyassa Alberta (Pearl), Samantha Klots (Peaches), Zodwa Selele (Cindy)
- Ensemble Herren: Michael Heller (IQ), Michael Ernst (Sketch), Martin Schäffner (Fender), Christopher Bolam (Brad), Maickel Leijenhorst (Gilbert), Julius Williams III. (Duane), Devon McKenzie-Smith (Thad)
- Covers & Swings: Kati Farkas, Amber Schoop, Ellen Wawrzyniak, Marleen de Vries, Bishat Araya, Alexandra Farkic, Gordon Gesatzki, Bart De Clercq, Christian Louis-James, Valter Azevedo

Original Milburn, NJ Cast
- Daniel Jenkins als Edna Turnblad
- Lindsay Mendez als Tracy Turnblad
- Jeff Binder als Wilbur Turnblad
- Harriet Harris als Velma Von Tussle
- Cassie Okenka als Amber Von Tussle
- Audra McDonald als Motormouth Maybelle
- Rod Harrelson als Seaweed J. Stubbs
- Billy Murphy als Link Larkin
- Josh Franklin als Corny Collins
- Bailey Hanks als Penny Pingleton
- DeQuina Moore als Inez
- Sean McCourt als Harriman F. Spritzer/Principal/Mr. Pinky/Guard
- Jan Neuberger als Prudy Pingleton/Gym Teacher/Matron
- etc.

Originalbesetzung Linz
- Regie: Matthias Davids
- Ariana Schirasi-Fard als Tracy Turnblad
- Riccardo Greco als Edna Turnblad
- Rob Pelzer als Wilbur Turnblad
- Peter Lewys Preston als Corny Collins
- Ruth Fuchs als Penny Pingleton
- Gernot Romic als Link Larkin
- Hanna Kastner als Amber von Tussle
- Anais Lueken als Velma von Tussle
- Amanda Whitford als Motormouth Maybelle
- Dinipiri Etebu als Seaweed J. Stubbs
- Jelisa van Schijndel als Little Inez
- Peter-Andreas Landerl als Mr. Pinky
- Gunda Schanderer als Prudy Pingleton
- Meimuna Coffi, Kudra Owens, Jane-Lynn Steinbrunn als The Dynamites

Weitere Produktionen
Außerdem gab es zahlreiche weitere Produktionen des Musicals, u. a. in Kanada, Australien, Südafrika, den Philippinen, Argentinien, Brasilien und den Niederlanden.
In Deutschland gab es ebenfalls weitere Produktionen, u. a. 2012 in Merzig mit Uwe Kröger als Edna Turnblad. In Braunschweig wurde das Musical 2017 Open-Air aufgeführt, wobei die Bühne in Form eines Schallplattenspielers (mit drehbarer Platte) aufgebaut war. Mr. Spritzer wurde dabei von einem Donald-Trump-Stimmenimitator gesprochen.

## Verfilmung
Das Musical wurde 2007 als Hairspray mit John Travolta als Edna Turnblad, Queen Latifah als Motormouth Maybelle und Christopher Walken als Wilbur Turnblad verfilmt. Die Rolle von Tracy Turnblad ist bei einem Talentwettbewerb von der Newcomerin Nikki Blonsky ergattert worden. Außerdem spielt James Marsden als Corny Collins mit.
2016 produzierte NBC, als Teil seiner Musicals-live!-Serie, das TV Special Hairspray Live! mit Ariana Grande (Penny), Jennifer Hudson (Motormouth Maybelle), Harvey Fierstein (Edna Turnblad) und Derek Hough (Corny Collins).

## Tonträger
- Hairspray - Original Broadway Cast Recording (2002)
- Hairspray - Deutsche Originalaufnahme (2010, Kölner Produktion mit Uwe Ochsenknecht & Maite Kelly)